# 侯家源

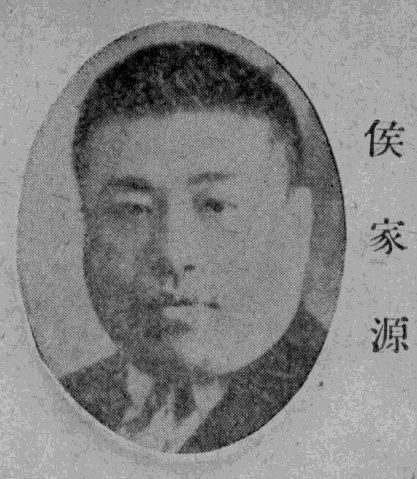
侯家源

侯家源（1896年—1954年3月2日），江蘇吳縣人，中華民國工程師。曾任黔桂鐵路工程局局長、浙贛鐵路局局長、臺灣省政府顧問、臺灣省政府交通處處長等公職，此外還擔任過中國工程師學會會長、中國土木水利學會會長。
在臺灣的台7甲線有紀念他而命名的家源橋。

## 生平
侯家源於1896年出生於清江蘇省蘇州府吳縣，曾就讀於北京清華學校、唐山路礦學堂（後為西南交通大學）。1918年自唐山路礦學校畢業後，考取清華官費留學生資格，前往美國康乃爾大學學習土木工程，次年獲得碩士學位。而後在美國實習，於1921年返回中國，擔任膠濟鐵路局工程師。1926年，於唐山交通大學（自唐山路礦學堂演變而來）擔任土木工程教授，為期三年。
1929年到1932年期間，侯家源擔任浙江省杭江鐵路工程局副總工程師，之後擔任工務局局長。1934年到1936年則擔任浙贛鐵路工程局副局長兼副總工程師，在職期間大力支持茅以升的錢塘江大橋工程。1939年到1945年期間，擔任黔桂鐵路工程局局長兼總工程師，同時兼任滇緬鐵路工程督辦。
二次大戰後，侯家源擔任浙贛鐵路局局長兼總工程師，重建浙贛鐵路，於1948年全線恢復通車。而後隨中華民國政府遷臺於1950年4月來臺，最初擔任臺灣省政府顧問，之後擔任臺灣省政府交通處處長。
1954年3月2日，侯家源於臺北病逝。